# Gerry Weiner
Gérard „Gerry“ Weiner, PC (* 26. Juni 1933 in Montreal, Québec) ist ein ehemaliger kanadischer Politiker der Progressiv-konservativen Partei Kanadas, der zwischen 1984 und 1993 Mitglied des Unterhauses sowie zeitweise Minister war.

## Leben
Gérard „Gerry“ Weiner, der als Apotheker tätig war, begann seine politische Laufbahn in der Kommunalpolitik und war zunächst zwischen 1978 und 1982 Mitglied des Stadtrates von Dollard-Des Ormeaux sowie im Anschluss von 1982 bis 1984 Bürgermeister dieser in der Provinz Québec gelegenen Stadt. 
Bei der Unterhauswahl am 4. September 1984 wurde er im Wahlkreis Dollard mit 26.076 Stimmen erstmals zum Mitglied des Unterhauses gewählt. Im 24. Kabinett von Premierminister Brian Mulroney übernahm Merrithew zahlreiche Regierungsämter. Er war zunächst zwischen dem 1. November 1984 und dem 24. November 1985 Parlamentarischer Staatssekretär im Außenministerium sowie danach vom 25. November 1985 bis zum 29. Juni 1986 Parlamentarischer Staatssekretär im Ministerium für Beschäftigung und Einwanderung. Im Anschluss fungierte er zwischen dem 30. Juni 1986 und dem 30. März 1988 Staatsminister für Einwanderung im Ministerium für Beschäftigung und Einwanderung sowie vom 31. März bis zum 14. September 1988 als Staatsminister für Multikulturalismus beim Staatssekretär für Kanada, ehe er zwischen dem 15. September 1988 und dem 20. April 1991 Staatsminister für Multikulturalismus und Staatsbürgerschaft beim Staatssekretär für Kanada war.
Bei der Unterhauswahl am 21. November 1988 wurde er mit 27.532 Stimmen im Wahlkreis Pierrefonds-Dollard erneut zum Mitglied des Unterhauses gewählt. Er war zwischen dem 30. Januar 1989 und dem 20. April 1991 Staatssekretär für Kanada und vom 21. April 1991 bis zum 24. Juni 1993 Minister für Multikulturalismus und Staatsbürgerschaft im 24. Kabinett. Als Minister wurde er auch Mitglied des Kanadischen Kronrates. Er war danach vom 25. Juni bis zum 3. November 1993 weiterhin Minister für Multikulturalismus und Staatsbürgerschaft im 25. Kabinett von Premierminister Kim Campbell.
Bei der Unterhauswahl am 25. Oktober 1993 kandidierte Gerry Weiner im Wahlkreis Pierrefonds-Dollard abermals für ein Mandat im Unterhaus. Er erhielt jedoch nur 8106 Wählerstimmen und verpasste damit den Wiedereinzug ins Parlament.